# Gebet für die Ukraine (Skulptur)
Das Denkmal Gebet für die Ukraine (ukrainisch Молитва за Україну) ist eine 2009 enthüllte Skulpturengruppe in der ukrainischen Stadt Baturyn. 
Die in den Jahren 2008/09 von dem ukrainischen Bildhauer Mykola Masur (Микола Іванович Мазур; 1948–2015) und seinem Sohn Bohdan Masur (Богдан Миколайович Мазур; * 1969) errichtete Skulpturengruppe befindet sich innerhalb des unter Denkmalschutz stehenden Nationalen Geschichts- und Kulturreservats „Hetman Residenz“ von Baturyn und wurde am 22. Januar 2009 unter Beteiligung des ukrainischen Präsidenten Wiktor Juschtschenko eröffnet.

## Darstellung
Die aus Bronze gegossene Skulpturengruppe befindet sich auf einem runden Sockel und stellt fünf ukrainische Hetmans aus der Zeit dar, als Baturyn die Hauptstadt des Kosaken-Hetmanats war, nämlich Demjan Mnohohrischnyj, Iwan Samojlowytsch, Iwan Masepa, Pylyp Orlyk und Kirill Rasumowski.
Diese haben sich in einem fiktiven Treffen symbolisch um einen Tisch versammelt, auf dem eine Landkarte der Ukraine ausgebreitet ist. Sie wollen gemeinsam ein Ziel erreichen: die Ukraine zu einen. Auf den drei Säulen ergänzte man 2014 ineinander verschränkte Halbbögen, über denen eine Figur der Gottesmutter schwebt.